# Mark Nichols
Mark Nichols (født 1. januar 1980 i Labrador City) er en canadisk curler.
Nichols blev olympisk mester i curling under vinter-OL 2006 i Torino. Han var en del af det canadiske hold, der vandt curling-turneringen for mænd foran Finland og USA. De vandt semifinalen over USA med 11-5 og finalen over Finland med 10-4. De andre på holdet var Brad Gushue, Russ Howard, Jamie Korab og Mike Adam.
Under vinter-OL 2022 i Beijing tog han bronze.